# Eric Singer
Eric Singer (* 12. května, 1958 Cleveland, Ohio) je americký bubeník, který je v současnosti člen skupiny Paul Stanley's Soul Station. Nejlépe známý jako člen skupiny KISS, ale také i s Alice Cooper. Za dvě desetiletí se objevil na více než 50 různých albech.
Jeho první profesionální job bylo turné s Litou Ford v roce 1984. V roce 1985 se připojil k Black Sabbath za původního Billa Warda a podílel se na albech Seventh Star a The Eternal Idol. Poté hrál se skupinou Badlands a potom v sólové kapele Paula Stanleyho.
Od roku 1991 hrál s Kiss, kde převzal místo po zemřelém Ericu Carrovi. V roce 1996 se do Kiss dočasně vrátil dřívější bubeník Peter Criss. Po pěti relativně klidných letech jel Singer na turné s kytaristou Brianem Mayem z Queen a roku 2001 se do Kiss vrátil. V roce 2003 se Criss na několik vystoupení stal znovu členem, ale Singer se na konci roku vrátil.
Eric Singer se také účastnil projektu Avantasia, kde se podílel na albech "The Metal Opera Part II", EP "Lost in Space Part I", "Lost in Space Part II" a také na albu "The Scarecrow".
Používá bicí Pearl, bubenické efekty značky ddrum a činely a paličky značky Zildjian.
Od roku 2020 působí v sólovém projektu Paula Stanleyho s názvem Soul Station, který hraje převážně soulovou a bluesovou hudbu.